# Jacques Goërg
Pour les articles homonymes, voir Goerg.
Jacques Goerg, né à Châlons-en-Champagne le 28 mars 1815, décédé en cette ville le 6 mai 1890.
Négociant en vins de Champagne, ancien député au Corps législatif, ancien président du tribunal de commerce, ancien membre du Conseil général de la Marne et du conseil municipal de Châlons-en-Champagne.
Élu député une première fois en 1862, il fut réélu, non sans une vive opposition, en 1865. Il siégeait au centre-gauche.

## Source
- « Jacques Goërg », dans Adolphe Robert et Gaston Cougny, Dictionnaire des parlementaires français, Edgar Bourloton, 1889-1891 [détail de l’édition]